# Lianga
Lianga là một đô thị hạng 4 ở tỉnh Surigao del Sur, Philippines. Theo điều tra dân số năm 2000, đô thị này có dân số 25.014 người trong 4.713 hộ.

## Các đơn vị hành chính
Lianga được chia thành 13 barangays.
- Anibongan
- Ban-as
- Banahao
- Baucawe
- Diatagon
- Ganayon
- Liatimco
- Manyayay
- Payasan
- Poblacion
- Saint Christine
- San Isidro
- San Pedro